# Normal (chaîne de magasins)
Normal est une chaîne de magasins discounts qui vend principalement des produits alimentaires de longue conservation, des produits de soins personnels et des produits de nettoyage de grandes marques à des prix réduits. Elle est présente dans plusieurs pays européens. Ses principaux marchés sont le Danemark, l'Espagne, la Finlande, la France, la Norvège, les Pays-Bas, le Portugal et la Suède.

## Historique
L'enseigne Normal a été fondée par Torben Mouritsen et Bo Kristensen et a ouvert son premier magasin à Silkeborg en avril 2013,. En 2017, la chaîne s'étend à l'international en ouvrant deux magasins en Norvège. En 2019, la chaîne ouvre ses premiers magasins en France, alors qu'elle a déjà réussi à s'implanter en Norvège, en Suède et aux Pays-Bas. En août 2024, l'enseigne compte 775 magasins à travers l'Europe.

## Stratégie commerciale
Les enseignes font en moyenne 300 m2 et le client y déambule selon un parcours d'achat imposé,. Contrairement à d'autres hard-discounters, Normal mise sur une présentation des produits qui ne se veut pas simplement fonctionnelle mais également attractive, voire même ludique.
L'enseigne a mis des produits de sa marque distributeur (eau, bubble gum, mouchoirs…) et commercialise une série de produits de marque - dont certaines très connues - à prix cassés, et dont la sélection varie chaque semaine. L'offre est hétéroclite et se concentre sur des produits de consommation longue durée (en particulier la confiserie), des produits d'hygiène personnelle et des produits de nettoyage,,. Le niveau des prix varie en fonction du Pouvoir d'achat
Normal ne pratique pas de prix soldés ou de rabais basé sur le prix courant d'un article qui serait référencé en permanence dans le magasin. Tant qu'un article est vendu en magasin, il est vendu à un prix fixe ; et à l'intérieur de chaque pays, au même prix dans toutes les enseignes,. D'une semaine à l'autre, la clientèle n'a cependant aucune garantie de pouvoir retrouver un même produit. L'enseigne communique sur une expérience d'achat « qui ressemble à une chasse au trésor ou à un labyrinthe »,.
Sa stratégie d'implantation consiste à ouvrir des enseignes dans des lieux à forte fréquentation, tels que dans des centres commerciaux et dans des rues passantes. L'enseigne ne dispose pas de site d'e-commerce et fait toutes ses ventes dans ses magasins propres.
La marque réalise sa publicité essentiellement sur les réseaux sociaux, s'appuyant fortement sur des influenceurs sur les réseaux sociaux Tiktok, Instagram et Facebook. 
En raison de la similarité des produits offerts et de son modèle économique, Normal est souvent comparé à son concurrent hollandais Action,,.